# YouTube Shorts
YouTube Shorts是YouTube平台提供的短影音功能，于2021年正式在全球范围推出。
该功能推出后，任何1分钟以内且画面尺寸为正方形或竖版长方形的影片都会自动作为YouTube Shorts发布和观看，2024年末，長度限制改為3分鐘以内。自上线以來，YouTube Shorts在该平台的每日觀看次數超過300億，至今已累計超過10兆。

## 概述
YouTube Shorts功能如同TikTok（抖音），可提供180秒以内的竖屏影片。影片可加入版权音乐和字幕。其视频刷新机制和TikTok亦类似，使用者可跟随推荐算法浏览理论上无穷无尽的视频。虽然YouTube Shorts在智能手机上观看的用户占大多数，但它亦可在网页端YouTube被搜索、推荐和浏览。

## 与传统YouTube影片的区别
相比传统的YouTube影片，YouTube Shorts采取不同的推荐算法进行推送，且最初并未开放定制影片封面功能，由系统随机选取一帧画面作为影片封面展示。之后Shorts发布者可在移动端定制封面内容，但多数情况下该功能对Shorts推送的助益并不明显。

## 历史
2020年9月，印度禁止TikTok后，YouTube Shorts在印度推出beta测试版。2021年3月，该功能在美国推出测试版，最终于2021年7月在全球推出，美國與印度觀看次數佔YouTube Shorts將近半。

## 外部連結
- 官方网站